# ژان-پیر تیوله
ژان-پیر تیوله (به فرانسوی: Jean-Pierre Thiollet) نویسنده و روزنامه‌نگار قرن بیستم میلادی اهل فرانسه است.